# Krzysztof Stachowiak
Krzysztof Stachowiak – polski geograf, naukowiec.
W 2006 roku obronił dysertację doktorską pod opieką Zbyszko Chojnickiego pod tytułem „Instytucjonalne uwarunkowania inwestycji zagranicznych w Polsce” na Wydziale Nauk Geograficznych i Geologicznych UAM. W 2018 roku otrzymał stopień doktora habilitowanego w dyscyplinie geografia, specjalności geografia ekonomiczna za pracę „Gospodarka kreatywna i mechanizmy jej funkcjonowania. Perspektywa geograficzno-ekonomiczna”, której recenzentami byli Andrzej Suliborski, Andrzej Lisowski oraz Florian Kuźnik.
W 2018 roku zespół badaczy pod jego kierunkiem wygrał konkurs EqUIP na projekt badawczy realizowany we współpracy z Indiami z zakresu nauk humanistycznych i społecznych. Projekt ten podejmował problematykę indyjskiego przemysłu filmowego jako czynnika powiązań indyjsko-europejskich.
Pracuje na Wydziale Geografii Społeczno-Ekonomicznej i Gospodarki Przestrzennej Uniwersytetu im. Adama Mickiewicza w Poznaniu.